# باشگاه فوتبال کریلیا سووتوف سامارا
باشگاه فوتبال کریلیا سووتوف سامارا (روسی: Профессиональный футбольный клуб «Крылья Советов» Самара) یک باشگاه فوتبال در شهر سامارا، روسیه است.
این باشگاه که در سال ۱۹۴۲ تاسیس شده سابقه دو نایب قهرمانی در جام حذفی فوتبال شوروی و یک نایب قهرمانی در جام حذفی فوتبال روسیه را در کارنامه دارد.